# Século IX a.C.
Milénios: segundo milénio a.C. - primeiro milénio a.C. - primeiro milénio d.C.
Séculos: Século X a.C. - Século IX a.C. - Século VIII a.C.
Foi um período de grandes mudanças para várias civilizações. Na África, Cartago foi fundada pelos fenícios. No Egito, uma forte inundação cobre o chão do templo de Luxor e, anos depois, uma guerra civil começa.
É o início da Idade do Ferro na Europa Central, com a disseminação da cultura protocéltica de Hallstatt e da língua protocéltica.

## Acontecimentos

### Clima mundial
- Por volta de 850 a.C.-750 a.C.: transição entre o Sub-boreal e o subatlântico; degradação do clima, que se torna mais frio e úmido. A tendência é acentuada até o século VI d.C.[1] Máximo glaciar atestado pela turfeira do glaciar Fernau (Tirol), entre 900 aC e 300 aC. São duas erupções glaciais sucessivas, cada uma se estendendo por dois ou três séculos, separadas por um intervalo de recuo de um século e meio.[2] É a primeira vez que uma transição climática ocorre no planeta desde o surgimento dos primeiros estados-nações (reinos e impérios), a transição climática que ocorreu antes desta ocorreu por volta de 7500 a.C, numa época em que toda a humanidade ainda vivia em sociedades tribais e com pouquíssimas cidades-estados existentes.

### África
- Por volta de 900 a.C.: fundação do Reino de Cuxe com Napata como capital.

- Por volta de 900 a.C.: cultura Nok na Nigéria. Trabalhos em terracota (cabeças e bustos).[3] As populações do Nilo, da região de Napata, teriam seguido os vales de Wadi Milk, Wadi Houar e Bahr al-Ghazal, depois contornaram o lago Chade e se estabeleceram na região por Komadougou Yobé. desenvolveram no 1º milênio uma civilização muito bonita, chamada "Nok Figurine Culture", que conhece a metalurgia do ferro.

### Oriente Médio
- 911 a.C.-609 a.C.: período neo-assírio. A Assíria reconquista a Mesopotâmia Superior dos reinos arameus e neo-hitita.[4]

- 883 a.C.-610 a.C.: A Fenícia está sob domínio assírio.[5]

- Por volta de 860 a.C.-590 a.C.: Reino de Urartu ao redor do lago de Vã.[6] Seu poder e sua força militar lhe permitem resistir ao poder assírio.

- Por volta de 850 a.C.: construção de um santuário em Kition,[7] o primeiro entreposto comercial fenício em Chipre, talvez fundado por Abibaal, pai de Hirão I de Tiro, antes de 970 aC.

- Segundo estudiosos da Bíblia:
  - O profeta hebreu Elias condenou o rei Acabe por adorar o deus Baal.
  - Jorão torna-se rei de Judá, seu reinado dura até 841 a.C..
  - Ocozias substitui Jorão no trono de Judá, mas seu reinado só dura um ano.
  - Jeú torna-se rei em Israel de 841 a.C. até 813 a.C..
  - Atalia, mãe de Ocozias, viu seu filho morto e decidiu exterminar toda a descendência real, tornando-se rainha de 841 a.C. a 835 a.C..
  - Joás, filho de Ocozias, tinha sete anos quando começou a reinar em Judá; e reinou durante 40 anos, no período entre 835 a.C. e 796 a.C. (não confundir com Joás que foi rei em Israel de 797 a.C. até 782 a.C.).
  - Em 813 a.C., Joacaz torna-se rei em Israel; e em seu reinado ocorre a morte de Eliseu.
  - Amasias, filho de Joás, herdou o trono de Israel após dois anos de seu reinado, isto é, em 796 a.C. seu reinado durou até 767 a.C..

### Subcontinente Indiano
- Por volta de 900 a.C.: data provável da Guerra de Kurukshetra, na Índia; derrota dos arianos no final da guerra de Mahābhārata que marca o início da Kali Yuga (era de querelas).[8] O épico Mahābhārata provavelmente está relacionado a eventos no início do século IX aC. Nessa época, o centro da vida política e cultural mudou-se para o Doab gangético e a capital dos Kaurava, Hastinapura ou Asandîvant. Os arianos devem ter avançado para o leste e fundado reinos em Côssala, a leste de Doāb, e em Kasî, na região de Varanasi. Côssala é o reino de Rāma, herói do segundo grande épico, o Rāmāyana. As fontes mais antigas dizem que ele é o rei de Varanasi.[9]

- Por volta de 900 a.C.-600 a.C.: Sítios arqueológicos arianos de Hastinâpura, Ahicchatrâ e Kausâmbî na Índia. Hastinapura foi destruída por inundações por volta de 900 aC. e a capital transferida para Kausâmbî.[10] Cerâmica decorada com pinturas cinzentas; restos de cobre, habitações de tijolo.

### Extemo Oriente
- Por volta de 900 a.C.-800 a.C.: introdução da metalurgia do bronze na Coréia a partir da China. Segunda fase do período cerâmico Mumun.[11] Cultura da adaga de bronze na Coréia e Liaoning (800 a.C-200 d.C). Objetos de bronze (punhais em forma de lira, espelhos com decoração incisa e arreios de cavalo de tração) são freqüentemente encontrados em túmulos coreanos, cobertos com lajes de pedra no norte, telhados assentados em pedras eretas no sul.

### Europa
- Fundação do Castro de Terroso no atual Portugal.

- Por volta de 900 a.C.-800 a.C.: transição entre a Idade do Bronze e a Idade do Ferro na Europa Ocidental entre Hallstatt B2-3 e Hallstatt C. Sítios fortificados (ópido) desenvolveram-se nas colinas (Goldberg, na Alemanha, Wittnauer Horn, na Suíça, Krašovice e Praga-Hloubétinen, Chéquia[12]). Os habitantes das aldeias da Europa temperada têm preocupações de defesa: paliçadas em Choisy-au-Bac (Oise), recintos fortificados em Catenoy (Oise) e Hohlandsberg (Haut-Rhin), construção de fortes de paliçada de madeira no norte da Alemanha e na Lusatian área (800, 700 aC) denunciando a multiplicação de confrontos bélicos e meios mais sofisticados (uso de cavalos e carros de guerra).[13] A metalurgia do bronze está cada vez mais orientada para a produção de armas ou objectos cerimoniais: couraças de Fillinges (Savoie) e Marmesse (Haute-Marne) visivelmente destinadas a oferendas,[14] rodas, escudos, elmos. As aldeias costeiras dos lagos franceses ou suíços (palafitas) foram abandonadas em poucos anos (cerca de 850-800 aC). Muitas pistas parecem apoiar a tese de incêndios criminosos. A insegurança também se reflete no aumento súbito do habitat de cavernas em altitudes relativamente altas. As redes comerciais estão se tornando escassas por razões desconhecidas. As produções são afetadas: a ourivesaria declina, objetos de bronze são recuperados por metalúrgicos e enterrados em esconderijos. Há uma crise econômica ou uma crise social no continente.

#### Itália
- Etruscos dominam a região da Itália.

- Por volta de 900 a.C-500 a.C.: a civilização villanovana pró-etrusca sucede as culturas terramares e protovillanova no norte do Lácio e na Toscana.[15] A civilização Villanovan reúne dois grupos de populações bastante próximas mas culturalmente diferentes, uma a norte, à volta de Bolonha (Cultura de San Vitale, 950/750[16]), outra na Toscana e à volta de Roma (cultura lacial), e tão ao sul quanto Salerno no século VIII aC. A primeira fase do Villanoviano na Etrúria é caracterizada por tumbas de poço em que as cinzas são depositadas dentro de urnas bicônicas ou “urnas de cabana” feitas de barro. As cerâmicas são em empasto (argila grossa) e apenas as navalhas, armas e broches são em bronze. O ferro, que era usado, na maioria das vezes desaparecia sob oxidação. Não há influências externas até 740/700 a.C.[17]

- Por volta de 900 a.C.:
  - Ao sul e ao leste, existem várias culturas regionais ou locais, como as conhecidas no Piceno e na Apúlia. A mais importante, a cultura “pit-tumba” (Fossakultur) ocupa o lado tirreno do sul da Itália (Calábria, Campânia, Ísquia). É assim chamado porque os mortos são enterrados lá em covas retangulares encimadas por uma pequena pirâmide de pedra. O mobiliário funerário é rico (armas, joias de bronze) e os relevos das refeições funerárias atestam a crença na vida após a morte.[18]

- 850 a.C.-730 a.C.: terceira fase da cultura de Pantalica na Sicília. Idade do Ferro na Calábria, Sicília e Itália central (Tarquinia e Veii) no final do século.

- Final do século IX a.C.: estela de Nora, considerada o documento escrito mais antigo da Europa Ocidental. A escrita surgiu na Sardenha por intermédio dos fenícios.

#### Grécia
- Por volta de 900 a.C-700 a.C.: Na Grécia, final do “período protogeométrico” (1050 a 900 a.C) e início do período “geométrico” (900 a 700 a.C).[19] Surge na Ática, depois rapidamente na [Eubéia]] e na Argólida uma cerâmica diferente, inovadora nas formas com uso de torno mais rápido, na decoração com motivos semicirculares ou círculos concêntricos pintados a compasso. Período de relativo isolamento das várias regiões gregas[20] Em Atenas, o estudo dos túmulos revela a emergência de famílias dominantes que anunciam a aristocracia arcaica. A hierarquia social não é mais aquela das sociedades palacianas com poder centralizado.

- Por volta de 850 a.C-750 a.C.: Período geométrico médio na Grécia. Aparecimento de decorações figuradas em cerâmica grega (cavalos, pássaros, guerreiros). Primeiros templos em Samos, Eretria e Thermos. Desenvolvimento do alfabeto grego. Retomada do comércio e da indústria (séculos IX-VII). Comunicação entre as regiões do Egeu, trocas com o Oriente Médio atestadas por cerâmicas gregas datadas no sítio de Al-Mina (en) após 825 aC.[21] A propriedade individual está ganhando importância. Ricos túmulos em Atenas e Lefkandi (Evia), símbolos da prosperidade de uma classe social enriquecida pelo comércio com o Oriente. Prosperidade de Chalcis graças à metalurgia. Mudança social ou demográfica em Eubéia. A comunidade essencialmente agrícola até então se abre ao comércio (Macedônia, Cíclades, Chipre)

### América
- Por volta de 900 a.C.: destruição do sítio de San Lorenzo Tenochtitlán (México) [22] O sítio de La Venta torna-se o principal centro cerimonial dos olmecas na Mesoamérica (900 aC/400 aC)[23] Os olmecas estabelecem relações comerciais para obter matérias-primas: basalto, obsidiana, cinábrio, serpentina, jade e ouro. O culto do homem-onça implica a existência de sacerdotes. Uma classe de guerreiros, capturando escravos e mantendo a ordem tinha que existir. La Venta é construída em um padrão axial que influenciará o desenvolvimento urbano na América Central por vários séculos. Todo o layout do recinto cerimonial foi interpretado como uma máscara estilizada de onça. Uma pirâmide de terra com cerca de 34 m de altura, uma das mais antigas da Mesoamérica, é erguida no centro de um complexo de templos e pátios abertos, um dos quais revestido por colunas de basalto de 3 m de altura. Os olmecas foram os primeiros a usar a pedra em sua arquitetura e escultura, embora os blocos tivessem que ser trazidos das montanhas de Tuxtla, cerca de 100 km a oeste de Tula.

- 850 a.C-200 a.C.: apogeu do sítio de Chavin de Huantar, nos Andes[24] Enorme complexo de culto, com uma monumental plataforma de pedra, esculpida com passagens e câmaras, que contêm os objetos de culto. A “grande imagem”, uma escultura de 4,5 m de altura, ainda está no lugar: representa uma divindade com presas proeminentes, boca gritante e cabelo serpentino. O panteão está repleto de onças, águias, jacarés, cobras e figuras antropomórficas com esses mesmos atributos.

## Personagens importantes
- Assurnasirpal II, rei assírio
- Salmanaser III, rei assírio
- Carano da Macedônia, primeiro rei do Reino da Macedônia.
- Acabe, rei de Israel (identificado no Monólito de Curque, estela feita sob ordens de Salmanaser III).

## Anos
| 900 a.C. | 899 a.C. | 898 a.C. | 897 a.C. | 896 a.C. | 895 a.C. | 894 a.C. | 893 a.C. | 892 a.C. | 891 a.C. |
| 890 a.C. | 889 a.C. | 888 a.C. | 887 a.C. | 886 a.C. | 885 a.C. | 884 a.C. | 883 a.C. | 882 a.C. | 881 a.C. |
| 880 a.C. | 879 a.C. | 878 a.C. | 877 a.C. | 876 a.C. | 875 a.C. | 874 a.C. | 873 a.C. | 872 a.C. | 871 a.C. |
| 870 a.C. | 869 a.C. | 868 a.C. | 867 a.C. | 866 a.C. | 865 a.C. | 864 a.C. | 863 a.C. | 862 a.C. | 861 a.C. |
| 860 a.C. | 859 a.C. | 858 a.C. | 857 a.C. | 856 a.C. | 855 a.C. | 854 a.C. | 853 a.C. | 852 a.C. | 851 a.C. |
| 850 a.C. | 849 a.C. | 848 a.C. | 847 a.C. | 846 a.C. | 845 a.C. | 844 a.C. | 843 a.C. | 842 a.C. | 841 a.C. |
| 840 a.C. | 839 a.C. | 838 a.C. | 837 a.C. | 836 a.C. | 835 a.C. | 834 a.C. | 833 a.C. | 832 a.C. | 831 a.C. |
| 830 a.C. | 829 a.C. | 828 a.C. | 827 a.C. | 826 a.C. | 825 a.C. | 824 a.C. | 823 a.C. | 822 a.C. | 821 a.C. |
| 820 a.C. | 819 a.C. | 818 a.C. | 817 a.C. | 816 a.C. | 815 a.C. | 814 a.C. | 813 a.C. | 812 a.C. | 811 a.C. |
| 810 a.C. | 809 a.C. | 808 a.C. | 807 a.C. | 806 a.C. | 805 a.C. | 804 a.C. | 803 a.C. | 802 a.C. | 801 a.C. |

1. ↑  Olivier Buchsenschutz (2015). L'Europe celtique à l'âge du Fer (VIIIe. [S.l.]: Presses Universitaires de France. 512 páginas. ISBN 978-2-13-065331-8
2. ↑  Robert Vivian (1975).  Imprimerie Allier, ed. Les glaciers des Alpes occidentales. [S.l.: s.n.]
3. ↑  Ali Moussa Iye; Albert Ollé-Martin; Violaine Decang (2008). Histoire de l'humanité. 6. Paris: UNESCO. 1519 páginas. ISBN 978-92-3-202815-0
4. ↑  Maurice Sartre (2017). Empires et cités dans la méditerranée antique. [S.l.]: Tallandier. 352 páginas. ISBN 979-10-210-2360-4
5. ↑  Josette Elayi (2013). Histoire de la Phénicie. [S.l.: s.n.] 356 páginas. ISBN 978-2-262-04325-4
6. ↑  Benjamin Edidin Scolnic (2005). If the Egyptians Drowned in the Red Sea where are Pharaoh's Chariots?. [S.l.]: University Press of America. 198 páginas. ISBN 978-0-7618-3147-1
7. ↑  Librairie Droz. Annuaire 1978-1979 de l'Ecole pratique des Hautes Etudes, IVe section. [S.l.: s.n.] ISBN 978-2-600-05338-9
8. ↑  Bibek Debroy (2015). The Mahabharata. 3. [S.l.]: Penguin UK. 648 páginas. ISBN 978-81-8475-293-9
9. ↑  Michel Boivin (2015). Histoire de l'Inde. « Que sais-je ? » n° 489. [S.l.]: Presses Universitaires de France. 128 páginas. ISBN 978-2-13-073032-3
10. ↑  Pradhan Sv (2014). The Elusive Aryan s : Archaeological Search and Vedic Research; The Origin of the Hindus. [S.l.]: Cambridge Scholars Publishing. 315 páginas. ISBN 978-1-4438-6592-0
11. ↑  Neil Asher Silberman, Alexander A. Bauer (2012). The Oxford Companion to Archaeology. 1. [S.l.]: OUP USA. 2128 páginas. ISBN 978-0-19-973578-5
12. ↑  Histoire de l'humanité. 3. [S.l.]: UNESCO. 2000. ISBN 978-92-3-202812-9
13. ↑  Christiane Éluère (1992). L'Europe des Celtes. Col: Histoire. [S.l.]: Gallimard
14. ↑  Marcel Otte (2008). La protohistoire. Bruxelles/Paris: De Boeck Supérieur. 382 páginas. ISBN 978-2-8041-5923-8
15. ↑  J.P.Mallory; Douglas Q.Adams (1997). Encyclopedia of Indo-European culture. [S.l.]: Taylor & Francis. 829 páginas. ISBN 978-1-884964-98-5
16. ↑  Alain Hus (1976). Les siècles d'or de l'histoire étrusque (675-475 avant J.-C.). [S.l.]: Latomus
17. ↑  Alain Hus (1980). Les Étrusques et leur destin. [S.l.]: Picard. 365 páginas. ISBN 978-2-7084-0047-4
18. ↑  Pierre Milza (2005). Histoire de l'Italie. [S.l.]: Fayard. 1104 páginas. ISBN 978-2-213-64034-1
19. ↑  Claude Baurain, Les Grecs et la Méditerranée orientale. Des « siècles obscurs » à la fin de l'époque archaïque, Presses Universitaires de France, 2015, 720 p. (ISBN 978-2-13-073806-0
20. ↑  Jean-Nicolas Corvisier, Les Grecs à la période archaïque : (milieu du IXe siècle à 478 av. J.-C.), Ellipses, 1996.
21. ↑  Jean-Claude Poursat, La Grèce préclassique : Des origines à la fin du VIe siècle, Points, 2014, 225 p
22. ↑  Matthew Williams Stirling, Michael D. Coe, David C. Grove, The Olmec & Their Neighbors : Essays in Memory of Matthew W. Stirling, Dumbarton Oaks, 1981.
23. ↑  The Cambridge World History : A World with States, Empires and Networks 1200 BCE–900 CE, vol. 4, Cambridge University Press, 2015 (ISBN 978-1-316-29830-5
24. ↑  Précolombiens d’Amérique du Sud, Encyclopaedia Universalis, 2015 (ISBN 978-2-85229-758-6)